# Freddie Prinze Jr.
Freddie James Prinze, Jr, född 8 mars 1976 i Los Angeles i Kalifornien, är en amerikansk skådespelare, författare och producent. Han är förmodligen mest känd för sina roller i olika ungdomsfilmer, bland annat komedierna She's All That (1999) och Summer Catch (2001) samt Scooby Doo (2002) och Scooby Doo 2 – Monstren är lösa (2004).

## Biografi
Freddie Prinze, Jr är son till Freddie Prinze och Katherine Elaine Cochrane-Prinze.
Den 1 september 2002 gifte han sig med skådespelerskan Sarah Michelle Gellar, som han spelade mot i Jag vet vad du gjorde förra sommaren (1997),  i Mexiko. 2009 fick paret dottern Charlotte. 2012 fick de sonen Rocky.

## Filmografi i urval
- 1996 – Till Gillian på hennes 37:e födelsedag
- 1997 – The House of Yes
- 1997 – Jag vet vad du gjorde förra sommaren
- 1998 – Jag vet fortfarande vad du gjorde förra sommaren
- 1999 – She's All That
- 1999 – Wing Commander
- 2000 – Down to You
- 2000 – Boys and Girls
- 2001 – Störtkär
- 2001 – Summer Catch
- 2002 – Scooby Doo
- 2004 – Scooby Doo 2 – Monstren är lösa
- 2005–2006 – Freddie (TV-serie) (22 avsnitt)
- 2006 – Haja läget! (röst)
- 2006 – Trubbel i sagoland (röst)
- 2007 – Brooklyn Rules
- 2008 – Jack and Jill vs. the World
- 2008 – Delgo (röst)
- 2010 – 24 (TV-serie) (24 avsnitt)
- 2014–2015 – Star Wars Rebels (TV-serie) (röst, 24 avsnitt)
- 2025 – I Know What You Did Last Summer